# Энгельгардт, Густав Мориц Константин фон
Барон Мориц фон Энгельгардт (нем. Gustav Moritz Constantin von Engelhardt; 1828—1881) — российский лютеранский богослов и историк церкви; заслуженный профессор теологии Императорского Дерптского университета.

## Биография
Происходил из прибалтийского баронского рода. Родился 26 июня (8 июля) 1828 года в Дерпте, где его отец Мориц Фёдорович был профессором Дерптского университета. Мать — Катарина Элизабет Йоханна фон Мюллер (1785—1868).
Первоначальное образование получил в воспитательном заведении города Верро. В 1846—1850 годах учился на богословском факультете Дерптского университета, где на него большое влияние оказал профессор Филиппи. Окончивший Дерптский университет кандидатом, Энгельгардт совершенствовал знания в Эрлангенском университете под руководством Иоганна фон Гофмана; затем в Боннском университете. Посетил также Дрезден и Берлин, готовя  магистерскую диссертацию о Валентине Лёшере. Защитив в мае 1853 года свою диссертацию, 5 июля 1853 года он получил место штатного приват-доцента в Дерптском университете.
Живо интересуясь богословием в целом, он особенно увлекался церковной историей и когда с уходом профессора Куртца освободилась кафедра исторического богословия, то факультет представил Совету университета Энгельгардта как единственного кандидата на эту кафедру. С 10 января 1859 года Энгельгардт был назначен экстраординарным, а с 30 июля того же года — ординарным профессором, затем — заслуженным профессором. С 31 декабря 1876 года имел чин действительного статского советника; был награждён орденом Св. Анны 2-й степени (1879).
Умер 23 ноября (5 декабря) 1881 года.

## Семья
Был женат на Амалии Елене Александре фон Эттинген (1835–1914), дочери Александра фон Эттингена. Их дети:
- Оттон (1860—1931), стал членом IV Государственной думы от Лифляндской губернии.
- Родерих (1862—1934), доктор медицины.
- Вальтер (1864—1940), ландшафтный дизайнер.